# InCrazyBall
InCrazyBall est un jeu vidéo de course développé par Lexis Numérique et édité par Micro Application, sorti en 2005 sur Windows.
Le 11 août 2006 est sorti InCrazyBall Reloaded, une édition augmentée.

## Système de jeu
Dans InCrazyBall, le joueur contrôle une boule dans des courses prenant place sur des circuits rapides et tortueux.

## Accueil
- Jeuxvideo.com : 13/20[1]